# Harriet Alfons
Harriet Alfons, ogift Josephson,  född 9 maj 1923 i Uppsala, död 23 juni 2015 i Gustav Vasa församling, Stockholm, var en svensk översättare. 
Alfons var parallellt med översättararbetet förläggare. Hon var dotter till Ragnar Josephson av släkten Josephson och gifte sig 1945 med författaren och konstnären Sven Alfons.
Harriet Alfons blev 1944 filosofie kandidat och var 1944–1947 redaktör hos Natur & Kultur, 1947–1953 hos Albert Bonniers förlag, 1953–1955 hos Bokförlaget Forum, 1955–1972 hos Svensk Läraretidnings förlag (Barnbiblioteket Saga) och 1972–1974 hos AWE/Gebers, varefter hon 1974–1988 var utgivningschef hos Natur & Kultur och huvudredaktör för bokserien Min nya skattkammare.
Alfons har bland annat översatt Doris Lessing, Virginia Woolf, Rebecca West, John Updike, André Brink, David Sweetman (Paul Gauguin), Julia Donaldson (När stugan är trång som en skokartong), Gail Godwin (Drama i familjen), Cynthia Voigt (Solo för gitarr) och Susan Sontag (Jag, etc).
Harriet Alfons är gravsatt i minneslunden på Djursholms begravningsplats.

## Priser och utmärkelser
- 1983 – Expressens Heffaklump